# Sund (Noorwegen)
Sund is een voormalige gemeente in de Noorse provincie Hordaland. De gemeente telde 7058 inwoners in januari 2017.
Op 1 januari werd Sund samen met Fjell opgenomen in de gemeente Øygarden die deel ging uitmaken van de op die dag gevormde provincie Vestland.

## Plaatsen in de gemeente
- Hammarsland
- Klokkarvik
- Tælavåg

Askøy · Austevoll · Austrheim · Bergen · Bømlo · Eidfjord · Etne · Fedje · Fitjar · Fjell · Fusa · Granvin · Jondal · Kvam · Kvinnherad · Lindås · Masfjorden · Meland · Modalen · Odda · Os · Osterøy · Øygarden · Radøy · Samnanger · Stord · Sund · Sveio · Tysnes · Ullensvang · Ulvik · Vaksdal · Voss

Gemeenten in de provincie bij de opheffing op 1 januari 2020